# Ейлін Персі
Айлін Персі (англ. Eileen Percy; 21 серпня 1900, Белфаст — 29 липня 1973, Лос-Анджелес) — ірландська акторка часів німого кіно. З 1917 по 1933 рік знялася в 69 фільмах.

## Життєпис
Ейлін Персі народилася в Белфасті в 1900 році. Свою першу кінороль виконала у 17 років в картині «Down to Earth» (1917). У 1920-х роках Айлін Персі виконала головні ролі у фільмах «The Third Eye» (1920), «Why Trust Your Husband» (1921), «Let's Go» (1923), «Tongues of Flame» (1924) і багатьох інших. З 1917 по 1933 рік акторка знялася в 69 фільмах. З появою звукового кіно кар'єра Персі пішла на спад, в 1930-х роках вона з'являлася лише в кількох епізодичних ролях, серед яких камео у фільмі «The Cohens and Kellys in Hollywood» (1932). Була одружена з композитором Гаррі Рубі.
Ейлін Персі померла у віці 72 року в Лос-Анджелесі, штат Каліфорнія, США.

## Фільмографія
- 1917 — Пантея
- 1923 — Без закону / Within the Law
- 1925 — Кобра
- 1927 — На дванадцять миль геть
- 1927 — Весняна лихоманка